# Boechera retrofracta
Boechera retrofracta är en korsblommig växtart som först beskrevs av Robert Graham, och fick sitt nu gällande namn av A. Löve och Doris Benta Maria Löve. Boechera retrofracta ingår i släktet indiantravar, och familjen korsblommiga växter. Inga underarter finns listade i Catalogue of Life.